# Challenger de Barranquilla 2011
El torneo Seguros Bolívar Open Barranquilla 2011 fue un torneo profesional de tenis. Perteneció al ATP Challenger Series 2011. Se disputó su 1ª edición sobre superficie de tierra batida, en Barranquilla, Colombia entre el 28 de marzo y el 3 de abril de 2012.

## Jugadores participantes del cuadro de individuales

### Cabezas de serie
| País                 | Jugador             | Rank1 | Favorito |
| -------------------- | ------------------- | ----- | -------- |
| Bandera de Rusia     | Teimuraz Gabashvili | 77    | 1        |
| Bandera de Argentina | Horacio Zeballos    | 88    | 2        |
| Bandera de Argentina | Brian Dabul         | 107   | 3        |
| Bandera de Colombia  | Alejandro Falla     | 108   | 4        |
| Bandera de Argentina | Eduardo Schwank     | 121   | 5        |
| Bandera de Francia   | Éric Prodon         | 129   | 6        |
| Bandera de Italia    | Paolo Lorenzi       | 154   | 7        |
| Bandera de Argentina | Diego Junqueira     | 155   | 8        |

- 1 Corresponde al ranking del 21 de marzo de 2012.

### Otros participantes
Los siguientes jugadores recibieron una invitación (wild card), por lo tanto ingresan directamente al cuadro principal:
- Manuel Barros
- Sander Brendmoe
- Javier Martí
- Rogério Dutra da Silva

Los siguientes jugadores ingresan al cuadro principal tras disputar el cuadro clasificatorio:
- Wayne Odesnik
- Marco Trungelliti
- Dennis Zivkovic
- Martín Vassallo Argüello

## Campeones

### Individual Masculino
Challenger de Barranquilla 2012 (individual masculino)
- Facundo Bagnis derrotó en la final a  Diego Junqueira, 1–6, 7–6(4), 6–0

### Dobles
Challenger de Barranquilla 2012 (dobles masculino)
- Flavio Cipolla /  Paolo Lorenzi derrotaron en la final a  Alejandro Falla /  Eduardo Struvay, 6–3, 6–4